# Критериум Дофине 2025
77-й выпуск Критериум Дофине — шоссейной многодневной велогонки по дорогам французского региона Дофине. Гонка пройдёт с 8 по 15 июня 2025 года в рамках Мирового тура UCI 2025.

## Участники
| UCI WorldTeams (18)- Alpecin-Deceuninck - Arkéa-B&B Hotels - Bahrain-Victorious - Cofidis - Decathlon AG2R La Mondiale Team - EF Education-EasyPost - Groupama-FDJ - Ineos Grenadiers - Intermarché-Wanty - Lidl-Trek - Movistar Team - Red Bull-BORA-hansgrohe - Soudal Quick-Step - Team Jayco AlUla - Team Picnic-PostNL - Team Visma \| Lease a Bike - UAE Team Emirates XRG - XDS Astana Team UCI ProTeams (4)- Israel-Premier Tech - Team TotalEnergies - Tudor Pro Cycling Team - Uno-X Mobility |
| |

## Маршрут
В конце января 2025 года в Лионе состоялось торжественное открытие маршрута Критериум Дофине 2025, на котором присутствовали президент Совета региона Овернь-Рона-Альпы Фабрис Паннекуке и директор гонки Кристиан Прюдом. Гонка начнется с двух этапов, которые идеально подойдут для спринтеров, способных преодолеть холмистую местность региона. В первый день пелотон отправится из Домера в Монлюсон, а во второй — в Иссуар. Третий этап пройдет в Бриуд, родном городе Ромена Барде, где специалисты по утечкам смогут показать свои навыки. Маршрут включает в себя два отрезка на первых 20 километрах и сложный финиш в Шарантонне. Первое серьезное испытание для фаворитов произойдет в гонке на время четвертого этапа, которая пройдет в Сен-Пере на дистанции 17,7 километра. Наличие подъема в центральной части трассы станет серьезным испытанием для сильных гонщиков пелотона и может ознаменовать первые серьезные отличия в генеральной классификации. После пятого дня, предназначенного для спринтеров в Маконе, гора займет центральное место на финальном отрезке гонки. Шестой этап, завершающийся в Комблу, предложит интересную дуэль на Кот-де-Доманси и на последнем подъеме на Кот-де-ла-Кри. Это будет идеальный повод для Погачара взять реванш после выступления Вингегаарда в Туре 2023 года. В субботу седьмой этап доставит гонщиков на трассу Valmeinier 1800 после короткой, но сложной трассы протяженностью 132,1 километра и 4700 метров совокупного перепада высот. С тремя портами особой категории в меню борьба за желтую майку станет решающей на горнолыжном курорте Савойи. Заключительный этап завершится восьмым и последним этапом, который завершится на плато Мон-Сени. Претендентам на титул предстоит преодолеть сложную трассу с 75 километрами практически непрерывных подъемов и спусков, прежде чем совершить последнее восхождение протяженностью 9,6 км при среднем уклоне 6,9 %.
| Этап | Дата   | Маршрут                         | type                    | Длина (км) | Победитель | Лидер генеральной классификации |
| ---- | ------ | ------------------------------- | ----------------------- | ---------- | ---------- | ------------------------------- |
| 1    | 8 июн  | Домера – Монлюсон               | холмистый               | 189,2      |            |                                 |
| 2    | 9 июн  | Премилья – Иссуар               | холмистый               | 204,6      |            |                                 |
| 3    | 10 июн | Бриуд – Шарантонне              | холмистый               | 202,8      |            |                                 |
| 4    | 11 июн | Шарм-сюр-Рон – Сен-Пере         | индивидуальная разделка | 17,7       |            |                                 |
| 5    | 12 июн | Сен-Приест – Макон              | холмистый               | 182,6      |            |                                 |
| 6    | 13 июн | Valserhône – Комблу             | среднегорный            | 139,1      |            |                                 |
| 7    | 14 июн | Grand-Aigueblanche – Valmeinier | горный                  | 132,1      |            |                                 |
| 8    | 15 июн | Val-d'Arc – Мон-Сенис           | горный                  | 133,8      |            |                                 |

## Ход гонки

### Этап 1
| Домера - Монлюсон | холмистый | (189,2 км) |

| \| Результаты этапа \| Результаты этапа \| Результаты этапа \| Результаты этапа \| Результаты этапа \| \| Гонщик \| Гонщик \| Команда \| Время \| \| \| ---------------- \| ---------------- \| ---------------- \| ---------------- \| ---------------- \| |        |         |       |
| |        |         |       |
| |        |         |       |
| Результаты этапа |        |         |       |
| Гонщик | Гонщик | Команда | Время |

| \| Генеральная классификация \| Генеральная классификация \| Генеральная классификация \| Генеральная классификация \| Генеральная классификация \| \| Гонщик \| Гонщик \| Команда \| Время \| \| \| ------------------------- \| ------------------------- \| ------------------------- \| ------------------------- \| ------------------------- \| |        |         |       |
| |        |         |       |
| |        |         |       |
| Генеральная классификация |        |         |       |
| Гонщик | Гонщик | Команда | Время |

### Этап 2
| Премилья - Иссуар | холмистый | (204,6 км) |

| \| Результаты этапа \| Результаты этапа \| Результаты этапа \| Результаты этапа \| Результаты этапа \| \| Гонщик \| Гонщик \| Команда \| Время \| \| \| ---------------- \| ---------------- \| ---------------- \| ---------------- \| ---------------- \| |        |         |       |
| |        |         |       |
| |        |         |       |
| Результаты этапа |        |         |       |
| Гонщик | Гонщик | Команда | Время |

| \| Генеральная классификация \| Генеральная классификация \| Генеральная классификация \| Генеральная классификация \| Генеральная классификация \| \| Гонщик \| Гонщик \| Команда \| Время \| \| \| ------------------------- \| ------------------------- \| ------------------------- \| ------------------------- \| ------------------------- \| |        |         |       |
| |        |         |       |
| |        |         |       |
| Генеральная классификация |        |         |       |
| Гонщик | Гонщик | Команда | Время |

### Этап 3
| Бриуд - Шарантонне | холмистый | (202,8 км) |

| \| Результаты этапа \| Результаты этапа \| Результаты этапа \| Результаты этапа \| Результаты этапа \| \| Гонщик \| Гонщик \| Команда \| Время \| \| \| ---------------- \| ---------------- \| ---------------- \| ---------------- \| ---------------- \| |        |         |       |
| |        |         |       |
| |        |         |       |
| Результаты этапа |        |         |       |
| Гонщик | Гонщик | Команда | Время |

| \| Генеральная классификация \| Генеральная классификация \| Генеральная классификация \| Генеральная классификация \| Генеральная классификация \| \| Гонщик \| Гонщик \| Команда \| Время \| \| \| ------------------------- \| ------------------------- \| ------------------------- \| ------------------------- \| ------------------------- \| |        |         |       |
| |        |         |       |
| |        |         |       |
| Генеральная классификация |        |         |       |
| Гонщик | Гонщик | Команда | Время |

### Этап 4
| Шарм-сюр-Рон - Сен-Пере | индивидуальная разделка | (17,7 км) |

| \| Результаты этапа \| Результаты этапа \| Результаты этапа \| Результаты этапа \| Результаты этапа \| \| Гонщик \| Гонщик \| Команда \| Время \| \| \| ---------------- \| ---------------- \| ---------------- \| ---------------- \| ---------------- \| |        |         |       |
| |        |         |       |
| |        |         |       |
| Результаты этапа |        |         |       |
| Гонщик | Гонщик | Команда | Время |

| \| Генеральная классификация \| Генеральная классификация \| Генеральная классификация \| Генеральная классификация \| Генеральная классификация \| \| Гонщик \| Гонщик \| Команда \| Время \| \| \| ------------------------- \| ------------------------- \| ------------------------- \| ------------------------- \| ------------------------- \| |        |         |       |
| |        |         |       |
| |        |         |       |
| Генеральная классификация |        |         |       |
| Гонщик | Гонщик | Команда | Время |

### Этап 5
| Сен-Приест - Макон | холмистый | (182,6 км) |

| \| Результаты этапа \| Результаты этапа \| Результаты этапа \| Результаты этапа \| Результаты этапа \| \| Гонщик \| Гонщик \| Команда \| Время \| \| \| ---------------- \| ---------------- \| ---------------- \| ---------------- \| ---------------- \| |        |         |       |
| |        |         |       |
| |        |         |       |
| Результаты этапа |        |         |       |
| Гонщик | Гонщик | Команда | Время |

| \| Генеральная классификация \| Генеральная классификация \| Генеральная классификация \| Генеральная классификация \| Генеральная классификация \| \| Гонщик \| Гонщик \| Команда \| Время \| \| \| ------------------------- \| ------------------------- \| ------------------------- \| ------------------------- \| ------------------------- \| |        |         |       |
| |        |         |       |
| |        |         |       |
| Генеральная классификация |        |         |       |
| Гонщик | Гонщик | Команда | Время |

### Этап 6
| Valserhône - Комблу | среднегорный | (139,1 км) |

| \| Результаты этапа \| Результаты этапа \| Результаты этапа \| Результаты этапа \| Результаты этапа \| \| Гонщик \| Гонщик \| Команда \| Время \| \| \| ---------------- \| ---------------- \| ---------------- \| ---------------- \| ---------------- \| |        |         |       |
| |        |         |       |
| |        |         |       |
| Результаты этапа |        |         |       |
| Гонщик | Гонщик | Команда | Время |

| \| Генеральная классификация \| Генеральная классификация \| Генеральная классификация \| Генеральная классификация \| Генеральная классификация \| \| Гонщик \| Гонщик \| Команда \| Время \| \| \| ------------------------- \| ------------------------- \| ------------------------- \| ------------------------- \| ------------------------- \| |        |         |       |
| |        |         |       |
| |        |         |       |
| Генеральная классификация |        |         |       |
| Гонщик | Гонщик | Команда | Время |

### Этап 7
| Grand-Aigueblanche - Valmeinier | горный | (132,1 км) |

| \| Результаты этапа \| Результаты этапа \| Результаты этапа \| Результаты этапа \| Результаты этапа \| \| Гонщик \| Гонщик \| Команда \| Время \| \| \| ---------------- \| ---------------- \| ---------------- \| ---------------- \| ---------------- \| |        |         |       |
| |        |         |       |
| |        |         |       |
| Результаты этапа |        |         |       |
| Гонщик | Гонщик | Команда | Время |

| \| Генеральная классификация \| Генеральная классификация \| Генеральная классификация \| Генеральная классификация \| Генеральная классификация \| \| Гонщик \| Гонщик \| Команда \| Время \| \| \| ------------------------- \| ------------------------- \| ------------------------- \| ------------------------- \| ------------------------- \| |        |         |       |
| |        |         |       |
| |        |         |       |
| Генеральная классификация |        |         |       |
| Гонщик | Гонщик | Команда | Время |

### Этап 8
| Val-d'Arc - Мон-Сенис | горный | (133,8 км) |

| \| Результаты этапа \| Результаты этапа \| Результаты этапа \| Результаты этапа \| Результаты этапа \| \| Гонщик \| Гонщик \| Команда \| Время \| \| \| ---------------- \| ---------------- \| ---------------- \| ---------------- \| ---------------- \| |        |         |       |
| |        |         |       |
| |        |         |       |
| Результаты этапа |        |         |       |
| Гонщик | Гонщик | Команда | Время |

## Лидеры классификаций
| Этап |                         |
| ---- | ----------------------- |
| 1    | холмистый               |
| 2    | холмистый               |
| 3    | холмистый               |
| 4    | индивидуальная разделка |
| 5    | холмистый               |
| 6    | среднегорный            |
| 7    | горный                  |
| 8    | горный                  |
| Итог |                         |

## Итоговые классификации
| \| Генеральная классификация \| Генеральная классификация \| Генеральная классификация \| Генеральная классификация \| Генеральная классификация \| \| Гонщик \| Гонщик \| Команда \| Время \| \| \| ------------------------- \| ------------------------- \| ------------------------- \| ------------------------- \| ------------------------- \| |        |         |       |
| |        |         |       |
| |        |         |       |
| Генеральная классификация |        |         |       |
| Гонщик | Гонщик | Команда | Время |

| Очковая классификация | Очковая классификация | Очковая классификация | Очковая классификация | Очковая классификация |
| Гонщик                | Гонщик                | Команда               | Очки                  |                       |
| --------------------- | --------------------- | --------------------- | --------------------- | --------------------- |

| Очковая классификация | Очковая классификация | Очковая классификация | Очковая классификация | Очковая классификация |
| Гонщик                | Гонщик                | Команда               | Очки                  |                       |
| --------------------- | --------------------- | --------------------- | --------------------- | --------------------- |

| Горная классификация | Горная классификация | Горная классификация | Горная классификация | Горная классификация |
| Гонщик               | Гонщик               | Команда              | Очки                 |                      |
| -------------------- | -------------------- | -------------------- | -------------------- | -------------------- |

| Горная классификация | Горная классификация | Горная классификация | Горная классификация | Горная классификация |
| Гонщик               | Гонщик               | Команда              | Очки                 |                      |
| -------------------- | -------------------- | -------------------- | -------------------- | -------------------- |

| Молодёжная классификация | Молодёжная классификация | Молодёжная классификация | Молодёжная классификация | Молодёжная классификация |
| Гонщик                   | Гонщик                   | Команда                  | Время                    |                          |
| ------------------------ | ------------------------ | ------------------------ | ------------------------ | ------------------------ |

| Молодёжная классификация | Молодёжная классификация | Молодёжная классификация | Молодёжная классификация | Молодёжная классификация |
| Гонщик                   | Гонщик                   | Команда                  | Время                    |                          |
| ------------------------ | ------------------------ | ------------------------ | ------------------------ | ------------------------ |

| Командная классификация по времени | Командная классификация по времени | Командная классификация по времени | Командная классификация по времени |
| Команда                            | Команда                            | Время                              |                                    |
| ---------------------------------- | ---------------------------------- | ---------------------------------- | ---------------------------------- |

| Командная классификация по времени | Командная классификация по времени | Командная классификация по времени | Командная классификация по времени |
| Команда                            | Команда                            | Время                              |                                    |
| ---------------------------------- | ---------------------------------- | ---------------------------------- | ---------------------------------- |